# Mr Magellan
Mr Magellan is een Belgische stripreeks die begonnen is in 1969 met Jean Van Hamme als schrijver en Géri (pseudoniem van Henri Ghion) als tekenaar. De verhalen verschenen op regelmatige basis in het weekblad Kuifje. Later nam André-Paul Duchâteau de scenario's voor zijn rekening.

## Inhoud
Mr Magellan is een agent van I.T.O. Hij rijdt met een Rolls Royce, rookt sigaren en gebruikt allerlei gadgets. Hij wordt in zijn onderzoeken geassisteerd door de roodharige Capella.

## Albums
Alle albums zijn getekend door Henri Ghion.
| Nummer | Titel                    | Uitgever(s)                    | Schrijver(s)                         |
| ------ | ------------------------ | ------------------------------ | ------------------------------------ |
| 1      | De 2e dood van de farao  | Le Lombard                     | André-Paul Duchâteau                 |
| 2      | Kosmisch gevaar          | Le Lombard                     | André-Paul Duchâteau                 |
| 3      | IJsbergen in de woestijn | Le Lombard                     | André-Paul Duchâteau                 |
| 4      | I.T.O.                   | Le Lombard, Uitgeverij Helmond | André-Paul Duchâteau, Jean Van Hamme |
| 5      | Hold-up in het Vatikaan  | Le Lombard, Uitgeverij helmond | André-Paul Duchâteau, Jean Van Hamme |
| 6      | Operatie Crystal         | Le Lombard, Uitgeverij helmond | André-Paul Duchâteau                 |
| 7      | De wandelende beelden    | Le Lombard, Uitgeverij helmond | André-Paul Duchâteau                 |
| 8      | S.O.S. Tanynka*          | Le Lombard, Uitgeverij helmond | André-Paul Duchâteau                 |

*: vanaf 1987 is de titel veranderd in S.O.S. Taninka